# Sockel 603
Der Sockel 603 ist ein Prozessorsockel für Intel-Serverprozessoren der Baureihe Xeon. Er wurde von Intel für Workstation- und Server-Plattformen genutzt.
Intel unterscheidet den Sockel 603 vom Sockel 604 als „low cost, low risk, robust, high volume manufacturable, and multi-sourceable“. Alle Sockel-603-Prozessoren lassen sich deshalb auch in Mainboards mit Sockel 604 einsetzen. Umgekehrt ist dies nicht möglich.